# Surya Karta
Surya Karta is een bestuurslaag in het regentschap Ogan Komering Ilir van de provincie Zuid-Sumatra, Indonesië. Surya Karta telt 2397 inwoners (volkstelling 2010).